# جون كرولي
جون كرولي (بالإنجليزية: John Crowley) (و. 1942  م) هو كاتب، وكاتب سيناريو، وروائي، وأستاذ جامعي، وكاتب خيال علمي أمريكي، ولد في بريسكيو إزلي.

## التعليم
تعلم في جامعة إنديانا.

## جوائز
حصل على جوائز منها:
- Grand prix de l'Imaginaire [الإنجليزية]‏.

## وصلات خارجية
- جون كرولي على موقع IMDb (الإنجليزية)
- جون كرولي على موقع أول موفي (الإنجليزية)
- جون كرولي على موقع إن إن دي بي (الإنجليزية)
- جون كرولي على موقع قاعدة بيانات الفيلم (الإنجليزية)